# Primulina macrorhiza
Primulina macrorhiza là một loài thực vật có hoa trong họ Tai voi (Gesneriaceae]). Loài này có ở Quảng Tây (Trung Quốc); được D.Fang & D.H.Qin mô tả khoa học đầu tiên năm 1994 dưới danh pháp Chirita macrorhiza. Năm 2011, Mich.Möller & A.Weber chuyển nó sang chi Primulina.